# 14족 원소
14족 원소는 탄소족(carbon group, 炭素族)이라고도 하며, 주기율표의 열네 번째 족에 속하는 화학 원소이다. 탄소족 원소(crystallogens)라고도 한다.
| 주기 | 원소 이름 | 원소 기호 (번호) | 원자 질량  | 녹는점 (K) | 끓는점 (K)   | 전기음성도 |
| 2    | 탄소      | C (6)            | 12.0107(8) | 3800?      | 승화 약 4300 | 2.55       |
| 3    | 규소      | Si (14)          | 28.0855(3) | 1687       | 3538         | 1.90       |
| 4    | 저마늄    | Ge (32)          | 72.64(1)   | 1211.40    | 3106         | 2.01       |
| 5    | 주석      | Sn (50)          | 118.710(7) | 505.08     | 2875         | 1.96       |
| 6    | 납        | Pb (82)          | 207.2(1)   | 600.61     | 2022         | 2.33       |
| 7    | 플레로븀  | Fl (114)         | (289)      | ?          | ?            | ?          |